# Дридорф
Дридорф (на немски: Driedorf) е община в район Лан-Дил във Вестервалд, в Хесен, Германия с 5078 жители (към 31 декември 2013).
Дридорф е споменат за пръв път в документ през 1124 г.